# داريو ميلنجاك
داريو ميلنجاك (31 أكتوبر 1992 بفاراجدين في كرواتيا - ) هو لاعب كرة قدم كرواتي في مركز الدفاع. لعب مع نادي لوكيرين ونادي سلافن بيلوبو وNK Zelina ‏.

## روابط خارجية
- داريو ميلنجاك على موقع الاتحاد الدولي (مؤرشف)  (الإنجليزية)
- داريو ميلنجاك على موقع الاتحاد الأوربي (الإنجليزية)
- داريو ميلنجاك على موقع اتحاد كرواتيا (الكرواتية)
- داريو ميلنجاك على موقع اتحاد تركيا (لاعب) (الإنجليزية)
- داريو ميلنجاك على موقع قاعدة بيانات كرة القدم.إي يو (الإنجليزية)
- داريو ميلنجاك على موقع ناشيونال فوتبول تيمز (الإنجليزية)
- داريو ميلنجاك على موقع Soccerway.com (الإنجليزية)
- داريو ميلنجاك على موقع عالم كرة القدم.نت (الإنجليزية)
- داريو ميلنجاك على موقع AS.com (الإسبانية)